# Darren Bundock
Darren Bundock (Gosford, 21 de enero de 1971) es un deportista australiano que compitió en vela en la clase Tornado. 
Participó en tres Juegos Olímpicos de Verano, obteniendo en total dos medallas, plata en Sídney 2000 (junto con John Forbes) y plata en Pekín 2008 (con Glenn Ashby), ambas en la clase Tornado, además del sexto lugar en Atenas 2004.
Ganó nueve medallas en el Campeonato Mundial de Tornado entre los años 1996 y 2009, y una medalla de bronce en el Campeonato Europeo de Tornado de 1998.

## Palmarés internacional
| \| Juegos Olímpicos \| Juegos Olímpicos \| Juegos Olímpicos \| Juegos Olímpicos \| \| Año \| Lugar \| Medalla \| Clase \| \| ----------------------- \| ---------------------------------- \| ----------------- \| ---------------- \| \| 2000 \| Sídney (Australia) \| Medalla de plata \| Tornado \| \| 2008 \| Pekín (China) \| Medalla de plata \| Tornado \| \| Campeonato Mundial \| \| \| \| \| Año \| Lugar \| Medalla \| Clase \| \| 1996 \| Brisbane (Australia) \| Medalla de bronce \| Tornado \| \| 1998 \| Búzios (Brasil) \| Medalla de oro \| Tornado \| \| 2001 \| Richards Bay (Sudáfrica) \| Medalla de oro \| Tornado \| \| 2002 \| Martha's Vineyard (Estados Unidos) \| Medalla de oro \| Tornado \| \| 2003 \| Cádiz (España) \| Medalla de oro \| Tornado \| \| 2004 \| Palma de Mallorca (España) \| Medalla de bronce \| Tornado \| \| 2006 \| San Isidro (Argentina) \| Medalla de oro \| Tornado \| \| 2008 \| Auckland (Nueva Zelanda) \| Medalla de oro \| Tornado \| \| 2009 \| Bogliaco (Italia) \| Medalla de oro \| Tornado \| \| Campeonato Europeo[n 1] \| \| \| \| \| Año \| Lugar \| Medalla \| Clase \| \| 1998 \| Porto Carras (Grecia) \| Medalla de bronce \| Tornado \| |                                    |                   |         |
| Juegos Olímpicos |                                    |                   |         |
| Año | Lugar                              | Medalla           | Clase   |
| 2000 | Sídney (Australia)                 | Medalla de plata  | Tornado |
| 2008 | Pekín (China)                      | Medalla de plata  | Tornado |
| Campeonato Mundial |                                    |                   |         |
| Año | Lugar                              | Medalla           | Clase   |
| 1996 | Brisbane (Australia)               | Medalla de bronce | Tornado |
| 1998 | Búzios (Brasil)                    | Medalla de oro    | Tornado |
| 2001 | Richards Bay (Sudáfrica)           | Medalla de oro    | Tornado |
| 2002 | Martha's Vineyard (Estados Unidos) | Medalla de oro    | Tornado |
| 2003 | Cádiz (España)                     | Medalla de oro    | Tornado |
| 2004 | Palma de Mallorca (España)         | Medalla de bronce | Tornado |
| 2006 | San Isidro (Argentina)             | Medalla de oro    | Tornado |
| 2008 | Auckland (Nueva Zelanda)           | Medalla de oro    | Tornado |
| 2009 | Bogliaco (Italia)                  | Medalla de oro    | Tornado |
| Campeonato Europeo |                                    |                   |         |
| Año | Lugar                              | Medalla           | Clase   |
| 1998 | Porto Carras (Grecia)              | Medalla de bronce | Tornado |

1. ↑  En algunas ediciones del Campeonato Europeo se permitió la participación de regatistas de otros continentes.